# Blaubauchpapagei
Der Blaubauchpapagei (Triclaria malachitacea), manchmal auch nur kurz Blaubauch genannt, ist ein im südöstlichen Brasilien verbreiteter Neuweltpapagei. Sein genaues Verbreitungsgebiet liegt in der Küstenregion von Bahia im Norden bis von Rio Grande do Sul im Süden.

## Merkmale
Blaubauchpapageien ähneln Amazonen und sind wie diese von grüner Grundfarbe. Es besteht ein Geschlechtsdimorphismus, nur die Männchen zeigen den namensgebenden blauen Bauchfleck. Außerdem bleiben Weibchen etwas kleiner. Der Schnabel ist weißlich oder hell hornfarben, die Wachshaut braun, ein schmaler Ring um die Augen ist weißlich und die Iris orangerot. Die Füße sind grau. Der blaue Bauchfleck der Männchen erscheint mit dem zehnten Lebensmonat. Sonst unterscheiden sich immature Blaubauchpapageien kaum von adulten. Blaubauchpapageien erreichen eine Länge von 28 Zentimetern.

## Lebensraum
Sie leben im Küstengebirge Serra do Mar in feuchten Bergwäldern und in schattigen Tälern in Höhen von 300 bis 1000 Metern. gelegentlich ziehen sie in tiefere Regionen und wurden auch schon im Kulturland in Küstennähe und in Vorortbezirken gesehen.

## Lebensweise und Ernährung
Da sich die Blaubauchpapageien wegen ihrer verborgenen Lebensweise im Blätterdach der Bäume Freilandbeobachtungen weitgehend entziehen können, sind sie nur ungenügend erforscht. Sie streifen außerhalb der Brutzeit in Gruppen umher. Ihre aus Nüssen, Samen, Früchten, Knospen und Nektar bestehende Nahrung nehmen sie ausschließlich in den Baumwipfeln zu sich, wo sie aufgrund ihrer grünen Farbe gut getarnt sind. Sie fressen auch Larven und Insekten, die sie auch im Flug fangen. Ihr schwalbenartiger Flug scheint eine Anpassung an diese Art der Nahrungsbeschaffung zu sein. Besonders gern fressen Blaubäuche Zitrusfrüchte. Die Stimme der Blaubauchpapageien soll untypisch für Papageien sein und wird als drosselartiges Flöten beschrieben.

## Fortpflanzung
Auch das Fortpflanzungsverhalten der Blaubäuche ist nur durch Gefangenschaftszuchten bekannt. Wie viele andere Papageien brüten Blaubauchpapageien in Baumhöhlen. Sie legen zwei bis vier Eier, die etwa 28 Tage lang bebrütet werden. Die Jungvögel öffnen drei Wochen nach dem Schlupf die Augen. Drei Wochen nach dem Ausfliegen sind die Jungvögel selbstständig.